# Scottish Division One 1897/1898
Osmý ročník Scottish Division One (1. skotské fotbalové ligy) se konal od 4. září 1897 do 30. dubna 1898.
Sezonu vyhrál počtvrté ve své historii klub Celtic FC. Nejlepším střelcem se stal hráč Rangers Robert Hamilton, který vstřelil 18 branek.